# Riverport
Riverport (autrefois nommée Ritcey's Cove), fondée en 1754, est une localité de Nouvelle-Écosse en Canada située à l'embouchure du fleuve LaHave. Elle fait partie du district municipal de Lunenburg.

## Histoire
Comme d'autres villes sur la rive sud, la région fut à l'origine colonisée par des Foreign Protestants. Au XIXe siècle elle devient un centre de pêche et de construction navale prospère.

## Géographie
Le village est à environ 105 kilomètres de Halifax, à 25 kilomètres de Bridgewater et à 10 kilomètres de Lunenburg. Il est situé autour d'une crique sur la côte occidental de la péninsule de Kingsburg, entourée par les communautés de Lower LaHave, Rose Bay, Kingsburg, Upper Kingsburg, Bayport, Feltzen South, East LaHave, Middle LaHave, Rose Bay, Lower Rose Bay, Indian Path.

## Économie
Le district a toujours été dépendant des ressources locales et utilisé la mer comme voie de communication et d'échanges commerciaux. Pendant la prohibition, le village était une base de la contrebande de rhum à destination des États-Unis. La seule industrie locale, est une pêcherie de coquillages détenue par Ocean Choice International.